# Spoorlijn Doullens - Arras
De Spoorlijn Doullens - Arras was een Franse spoorlijn van Doullens naar Arras. De lijn was 34,7 km lang en heeft als lijnnummer 306 000.

## Geschiedenis
De lijn werd aangelegd door de Compagnie des chemins de fer du Nord en geopend op 15 mei 1876. Reizigersverkeer werd gestaakt op 7 november 1938. Tussen 1966 en 2016 werd de lijn in gedeeltes gesloten voor goederenvervoer. Tussen Doullens en Dainville is de lijn opgebroken, tussen Dainville en Arras buiten gebruik. 

## Aansluitingen
In de volgende plaatsen is of was er een aansluiting op de volgende spoorlijnen:
Doullens
RFN 305 000, spoorlijn tussen Saint-Roch en Frévent
lijn Doullens - Colincamps
Achicourt
RFN 307 000, spoorlijn tussen Arras en Saint-Pol-sur-Ternoise
Arras
RFN 272 000, spoorlijn tussen Paris-Nord en Lille
RFN 274 100, embranchements urbains van Arras-Meaulens
RFN 301 000, spoorlijn tussen Arras en Dunkerque
RFN 307 000, spoorlijn tussen Arras en Saint-Pol-sur-Ternoise